# Alphabet de Bourciez
Cette page contient des caractères spéciaux ou non latins. S’ils s’affichent mal (▯, ?, etc.), consultez la page d’aide Unicode.
La transcription Bourciez, parfois appelée transcription des romanistes (ou alphabet des romanistes), est un ensemble de symboles (lettres, diacritiques) de transcription phonétique et surtout phonologique utilisés historiquement pour les langues romanes. De cet ensemble de symboles qui n'a jamais été codifié et formalisé à la manière de l'alphabet phonétique international, un certain nombre sert à la transcription de l'ancien français. Ce sous-ensemble est parfois désigné sous le nom de transcription, système, ou alphabet de Bourciez ou de Boehmer-Bourciez. Il doit son nom à Édouard Bourciez, célèbre médiéviste spécialiste de linguistique de l'ancien français et des langues romanes, qui l'a utilisé dans ses ouvrages. On l’associe parfois à la transcription phonétique d’Eduard Böhmer.

## Origines et utilisation
Certains symboles de la transcription des romanistes sont attestés depuis des siècles : ils s'inspirent de conventions datant de l'Antiquité grecque puis latine (macron, brève, accents, alphabet grec) puis du Moyen Âge (comme la sorte d'ogonek, écrit dans certains manuscrits du VIe siècle au-dessous de e pour noter [ɛ], le tilde), complétées par celles propres à des langues vivantes (tchèque, par exemple, pour l'utilisation du háček). Les liens, nécessaires, avec les langues anciennes (dès que l'on parle d'étymologie, on est amené à citer des mots latins ou grecs) font qu'on transcrit généralement ces dernières (dans les ouvrages consacrés aux langues romanes en général ou en particulier) de la même façon. De sorte, la transcription des romanistes sert :
- en partie à la transcription du latin et du grec ancien ;
- à la transcription des langues romanes, dont l'ancien français.

Il est évident que c'est une transcription scientifique : elle se rencontre principalement dans les ouvrages de phonétique historique des langues romanes. Les enseignants en lettres modernes de France ayant une épreuve d'ancien français aux concours de recrutement de l'Éducation nationale, ils travaillent principalement sur le système de Bourciez ; bien que l'API semble être maintenant la méthode de transcription phonétique la plus répandue, il ne faut pas perdre de vue qu'il existe pour chaque famille de langues une tradition qui l'emporte encore par habitude.

## Symboles
On n'indiquera que les symboles divergeant avec ceux de l'alphabet phonétique international (API), qui servira de transcription de référence ; par exemple, le symbole b se lit comme [b].
Les symboles signalés par le gras sont ceux de la Phonétique française d'É. Bourciez, aux éditions Klincksieck (Paris) de 1967. Les autres symboles se rencontrent dans divers ouvrages de linguistique romane. Cet alphabet n'a rien d'officiel : il n'en existe pas de version définitive. Chaque auteur pratique souvent sa propre transcription, parfois limitée pour des raisons typographiques par l'éditeur. Il est notable qu'on peut rencontrer des notations mixtes, empruntant par exemple des symboles à l'API, à la transcription des langues germaniques ou à celle des langues indiennes.

### Voyelles
Contrairement à l'API, l'alphabet des romanistes n'utilise pas de voyelles tirées du grec ancien. Les diacritiques n'ont aucun rapport avec ceux de l'API : à noter l'utilisation d'un crochet semblable à l'ogonek ou la cédille pour marquer le caractère ouvert d'une voyelle, du point souscrit pour l'aperture moindre, du tréma à la française. La sorte de cédille remonte aux manuscrits latins et est attestée dès l'écriture onciale. C'est un signe de remplacement pour le digramme ae (ou æ) dans lequel le crochet souscrit est un ancien a écrit sous le e. Il a été étendu par les philologues à d'autres voyelles.
Principaux caractères :
- â = [ɑ] ;
- ę = [ɛ] ;
- ẹ = [e] ;
- e̥ = [ə] ;
- œ̨ = [œ] ;
- œ̣  = [ø] ;
- ǫ = [ɔ] ;
- ọ = [o] ;
- ü = [y] ;
- ɑ = [ɛ̈] .

### Consonnes
On remarque que les spirantes sont systématiquement notées au moyen d'une lettre grecque. Les diacritiques sont notables : la brève souscrite indique une consonne palatale, le tréma la palatalisation de [u] en [y], le háček est utilisé comme dans la transcription des langues slaves :
- δ = [ð̣] ;
- γ = [ɰ] ;
- ł = [ɫ] ;
- l̊ = [ɬ] ;
- l̮ = [ʎ] ;
- ṅ = [ŋ] ;
- n̮ = [ɲ] ;
- ʀ = [r] ;
- ʁ = [ɽʲ] ;
- r = [ʁ] ;

Note : ʀ et r sont souvent inversés : ʀ pour [ʁ] et r pour [r] ;
- š = [ʃ] ;
- y = [j] ;
- ō = [ɶ] ;
- ẅ [ɥ] ;
- χ = [x̞] (en théorie, ou bien [x]) ;
- ž = [ʒ].

### Caractéristiques suprasegmentales
aa = [ɒʰ], ae = [ʌ], dd = [ɖʰ], dh [ʥʲ], ff = [f̊], fh = [f̊ʰ], gh = [ɢ̊], ia = [ɨ̥ʸ].
- Les quantités vocaliques (voyelles brèves ~ voyelles longues) sont notées à l'antique, par le macron et la brève : ā = [aː] (aussi ē, ī, ō, ū, etc.) et ă = [a] bref / normal (aussi ĕ, ĭ, ŏ, ŭ, etc.) ;
- l'accent aigu note la place de l'accent tonique ou de hauteur (pour le grec et le latin) : á = ['a] (aussi é, í, ó, ú, etc.) ;
- la palatalisation est normalement indiquée par une brève souscrite : k̮ = [kʲ] ou [c] (la transcription en API est plus précise : elle distingue une palatalisée [kʲ] d'une palatale [c] ; aussi t̮, k̮, l̮, n̮, etc.) ;
- les voyelles non syllabiques (éléments de diphtongue n'en formant pas le sommet) peuvent être signalés par la brève inversée souscrite : ęi̯ = [ɛi].